# Scrapbooking
Lo scrapbooking è un'arte creativa che consente di creare e personalizzare album attraverso l'uso di fotografie e immagini, di solito accompagnate da didascalie, nonché attraverso l'impiego di diversi materiali ornamentali. La tecnica viene utilizzata anche per la creazione e la decorazione di altri manufatti come cornici, calendari e biglietti di diverso genere.
Il termine "scrapbooking" deriva dall'inglese "scrap" che significa ritaglio e "book" che significa libro, così che con il termine Scrapbooking s'intende l'attività di creare libri di ritagli o scrapbook. Sviluppatosi in epoca moderna come hobby, lo Scrapbooking ha sperimentato un'evoluzione verso altri utilizzi. Se ne registra, per esempio, efficace impiego come strumento didattico.

## Storia
Sebbene questa tecnica abbia conosciuto una diffusione abbastanza recente, le sue origini sono da ricercare molto lontano nella storia.
Già durante il medioevo era pratica comune, tra le persone che potevano vantare un buon livello d’istruzione, quella di tenere diari o giornali personali nei quali registrare riflessioni su attività o su accadimenti della vita quotidiana. Successivamente, durante il Rinascimento, divenne popolare per i nobili e gli intellettuali europei l'uso dei Commonplace books, libri contenenti pagine vuote all'interno delle quali venivano raccolte note provenienti da diverse fonti e su diversi argomenti di interesse comune. Con l'invenzione della stampa a caratteri mobili, a partire dalla seconda metà del XV sec., sempre più persone entrarono in contatto con materiale stampato e con un flusso di informazioni senza precedenti. I Commonplace books divennero lo strumento per raccogliere ed organizzare queste informazioni. L'invenzione della stampa diede impulso anche alla diffusione della Bibbia nelle case e molte persone cominciarono a registrare sulle pagine vuote in essa contenute la loro storia familiare. Questa abitudine si diffuse molto nel secolo successivo, tanto che le Bibbie di famiglia hanno rappresentato un modo per mappare le origini genealogiche durante i secoli. Inoltre, si cominciò ad inserire al loro interno ritagli di giornali o documenti. Durante il corso del XIX secolo, le Bibbie cominciarono ad essere dotate di pagine prestampate, dove inserire le più importanti informazioni familiari, e da appositi spazi dove poter inserire le foto dei membri della famiglia. Nel 1769 lo scrittore William Granger pubblicò un'opera sulla storia d'Inghilterra nella quale incluse disegni di accompagnamento al testo, nonché pagine vuote dove i lettori potevano aggiungere i propri commenti e le proprie illustrazioni. Nel corso del XVIII sec. questa pratica di personalizzare i libri aggiungendo illustrazioni aggiuntive, disegni e ritagli di articoli tra le pagine divenne molto popolare. Durante tutto l'800 lo sviluppo dell'industria diede un notevole impulso allo stampa. La stampa aiutò la diffusione dei cosiddetti books of scrap, nei quali venivano inseriti ritagli di giornali, lettere, memorabilia e altro materiale stampato. Nel 1826 John Poole pubblicò Manuscript Gleaning and Literary Scrapbook, un manuale in cui l’autore descriveva alcune modalità creative di presentazione degli scrapbook. Durante l'epoca Vittoriana questa attività si diffuse molto in tutta l’Inghilterra, soprattutto tra le donne. Divennero molto utilizzati gli scrapbook di ricette, in cui venivano annotate le ricette di famiglia accanto a quelle riportate in ritagli di giornali o di riviste. L'invenzione della fotografia cominciò a dare allo scrapbook la forma attuale ossia album all'interno dei quale conservare le fotografie dei membri della famiglia. Si trattava principalmente di “carte de visite”, realizzate da fotografi professionisti in un’unica posa, che venivano utilizzate come cartoline e biglietti da visita. Durante l'800 il crescente interesse per gli scrapbooks spinse molte industrie a produrre album con pagine bianche pronte per essere decorate. Nel 1872, il famoso scrittore statunitense Mark Twain, brevettò un album le cui pagine erano già provviste della colla utile per applicare immagini o altri inserti. Nel 1888 George Eastman inventò la prima macchina fotografica Kodak. Il successo di questa invenzione cambiò definitivamente l'idea dello Scrapbooking. Cominciarono ad essere inseriti negli album, non solo ritratti di famiglia, ma ogni genere di foto, immagini stampate, lettere e elementi decorativi.
La nascita dello scrapbooking moderno si fa risalire agli anni '80 del novecento quando Marielen Christensen, ospite al "World Conference of Records" di Utha, presentò 50 dei suoi album di famiglia, creati negli anni attraverso l’utilizzo di diverse tecniche e soprattutto utilizzando colle senza acidi, che consentivano di preservare l’integrità delle immagini. L’esposizione ebbe un enorme successo. L'anno seguente la Christensen pubblicò un libro sull'argomento, “Keeping Memories Alive”, a cui fece seguito l'apertura di The Annex, il primo negozio interamente dedicato all’arte dello Scrapbooking. Da quel momento la tecnica dello Scrapbooking cominciò a diffondersi dapprima in tutta America e successivamente anche in Europa.

## Scrapbooking manuale
Lo Scrapbooking cartaceo o manuale prevede come strumenti di base la carta, le forbici, la colla e i colori. Esistono molte tipologie di carta e cartoncini che possono essere impiegate nello scrapbooking, in diverse grammature, formati e decorazioni. Le forbici possono prevedere dentellature particolari per creare lavori di maggior effetto. La qualità della colla è una caratteristica essenziale per lo Scrapbooking, perché la presenza di acidi al suo interno può danneggiare la qualità delle immagini. La colla stick è, per la sua praticità, la più utilizzata, così come lo scotch biadesivo. Per quanto riguarda i colori possono essere utilizzati matite colorate, pennarelli o penne a base d’acqua, tempere o acquerelli, che consentono allo scrapper di creare sulla carta l’effetto desiderato. A questi strumenti possono ne possono essere aggiunti molti altri, utili alla decorazione o embellishment delle pagine, come: le perforatrici, che consentono di ritagliare la carta in diverse forme, timbri, templete (maschere, sagome, ritagli di lettere), ritagli di stoffa, perline e altri materiali decorativi.
Vi sono alcuni termini che sono fondamentali per un'accurata conoscenza di questa tecnica: layout (LO) cioè la pagina su cui gli elementi grafici e ornamentali vengono inseriti; journaling cioè l'introduzione di un testo, di lunghezza variabile e con una grafia accuratamente studiata, nonché di altri elementi che descrivono l'immagine; mat ossia l'uso di bordi che servono a far risaltare l'immagine dal resto della pagina; embellishments, termine con il quale ci si riferisce agli elementi ornamentali utilizzati per decorare la pagina.
Tra le tecniche decorative più utilizzate ci sono il quilling, che consente di creare decorazioni mediante striscioline di carta arrotolate; l'embossing o goffratura della carta, che permette di creare decori in rilievo sulla carta; il tearing, tecnica che permette di creare effetti decorativi attraverso l'impiego di pezzi carta strappati con le mani.

## Scrapbooking digitale
Lo Scrapbooking digitale rappresenta un’evoluzione dello Scrapbooking manuale. Fa uso del computer e di software di grafica digitale per creare pagine o layouts in cui le immagini possono essere contornate da disegni o da frasi decorative. Le forbici e la colla vengono sostituite da programmi appositi che danno comunque ampio spazio alla creatività dello scrapper. Il vantaggio rispetto allo scrapbooking manuale sta nel fatto che le fotografie in formato digitale possono essere utilizzate più di una volta e in diverse modalità. Inoltre i programmi danno la possibilità di creare agevolmente effetti direttamente sulle foto come la dissolvenza e l’opacità.
Tra i vantaggi ci sono anche una maggiore varietà dei materiali, un minore impatto sull’ambiente,un risparmio dei costi e la possibilità di uno scambio più veloce delle pagine pronte su Internet.
Alcuni album di ritagli digitali includono una vasta gamma di sfondi e disegni di sfondo che aiutano agli utenti di creare un’esperienza visiva ricca ed intensa. Ogni foglio, fotografia o decorazione vengono posizionati su uno strato separato del documento e possono essere spostati a discrezione dell’utente.
Lo scrapbooking digitale è andato cosi’ avanti che i layout digitali degli album di ritagli possono essere creati interamente online, utilizzando un software online. I primi album di ritagli digitali venivano creati con l’utilizzo delle fotografie digitali caricate su un sito esterno. Nel corso del tempo si è passati ad un modello di caricamento sul PC del software che riordinava le fotografie e aiutava a creare un album di ritagli digitale.